# Snake Eyes (film, 2021)
Pour les articles homonymes, voir Snake Eyes.
Série G.I. Joe
G.I. Joe : Conspiration
(2013)
Pour plus de détails, voir Fiche technique et Distribution.
Snake Eyes (Snake Eyes: G.I. Joe Origins) est un film américain réalisé par Robert Schwentke, sorti en 2021.
Il s'agit du troisième film mettant en scène les personnages G.I. Joe de Hasbro. Il est centré sur Snake Eyes, un personnage présent dans G.I. Joe: Héros sans frontières.
Il s'agit également d'une préquelle aux deux précédents G.I. Joe : Le Réveil du Cobra (2009) et G.I. Joe : Conspiration (2013).

## Synopsis
Un jeune homme se retrouve orphelin après le meurtre de son père. Des années plus tard, il est devenu un combattant très doué en arts martiaux. Assoiffé de vengeance, il endosse l'identité de l'assassin Snake Eyes, un nom qu'il se donne en repensant à l'assassin de son père. À Los Angeles, il est recruté par un boss yakuza nommé Kenta; mais après avoir sauvé la vie de l'héritier du clan Arashikage, ce dernier fait de lui un grand guerrier, tout en lui offrant ce dont il rêvait depuis longtemps : un foyer. Alors que certains secrets refont surface et que des alliances se forment avec Cobra et les G.I. Joe, son honneur et sa fidélité au clan vont être remis en question.

## Fiche technique
- Titre original : Snake Eyes: G.I. Joe Origins
- Titre français et québécois : Snake Eyes
- Réalisation : Robert Schwentke
- Scénario : Evan Spiliotopoulos, Joe Shrapnel et Anna Waterhouse d'après les personnages édités par Hasbro
- Musique : Martin Todsharow
- Direction artistique : Connery Davoodian, Andrew Li et Michael Diner
- Décors : Alec Hammond
- Costumes : Louise Mingenbach et Behnood Javaherpour
- Photographie : Bojan Bazelli
- Son : Michael Minkler, Anna Behlmer, Eliot Connors
- Montage : Stuart Levy
- Production : Lorenzo di Bonaventura, Brian Goldner et Erik Howsam

Production exécutive (Japon) : Mitsutoshi Hamazaki  et Masa Kokubo
Production déléguée : David Ellison, Dana Goldberg, Don Granger, Greg Mooradian et Jeff G. Waxman
Production associée : Jennifer Madeloff
- Sociétés de production[1] : Di Bonaventura Pictures,
  - avec la participation de Paramount Pictures, Columbia Pictures et Skydance Media
  - en association avec Hasbro
- Société de distribution : Paramount Pictures (États-Unis, Canada) Sony Pictures Releasing (France)
- Budget : 88 millions de $[2]
- Pays d'origine :  États-Unis
- Langue originale : anglais
- Format[3] : couleur - DCP Digital Cinema Package - 2,39:1 (Cinémascope) - son Dolby Surround 7.1 | IMAX 6-Track | Dolby Digital | Dolby Atmos
- Genre : action, aventures, science-fiction, thriller
- Durée : 121 minutes
- Dates de sortie[4] :
  - États-Unis, Canada : 23 juillet 2021 (au cinéma et sur Paramount+ après 45 jours de sortie cinéma).
  - France : initialement prévu au 18 août 2021, mais annulé pour une sortie en VOD le 21 septembre 2021.
- Classification[5] :
  -  États-Unis : Accord parental recommandé, film déconseillé aux moins de 13 ans (certificat #52807) (PG-13 - Parents Strongly Cautioned)[Note 1].
  -  France : Tous publics avec avertissement (visa d'exploitation no 155132 délivré le 5 août 2021) (des scènes, des propos ou des images peuvent heurter la sensibilité des spectateurs)[6],[7],[Note 2].lors de sa sortie en salles et déconseillé aux moins de 10 ans à la télévision et en vidéo à la demande.

## Distribution
- Henry Golding (VF : Eilias Changuel ; VQ : Maël Davan-Soulas) : Snake Eyes
- Andrew Koji (VF : Gilduin Tissier ; VQ : Éric Bruneau) : Thomas « Tommy » Arashikage / Storm Shadow
- Haruka Abe (VQ : Rose-Maïté Erkoreka) : Akiko
- Takehiro Hira (VF : Stéphane Fourreau ; VQ : Thiéry Dubé) : Kenta
- Iko Uwais (VF : Juan Llorca ; VQ : Fayolle Jean Jr.) : Hard Master
- Peter Mensah (VF : Pierre Saintons ; VQ : Johanne Garneau) : Blind Master
- Úrsula Corberó (VF : Alexandra Naoum) : Anastasia Cisarovna / Baroness
- Samara Weaving (VF : Marie Perret ; VQ : Ariane-Li Simard-Côté) : capitaine Shana M. O'Hara / Scarlett
- Eri Ishida : Sen Arashikage, cheffe du clan Arashikage et grand-mère de Tommy
- Samuel Finzi (VF : Sacha Petronijevic ; VQ : Manuel Tadros) : M. Augustine
- James Hiroyuki Liao : Yasuzo
- Steven Allerick : le père de Snake Eyes
- Mojo Rawley : Bruiser Streetfighter

## Production

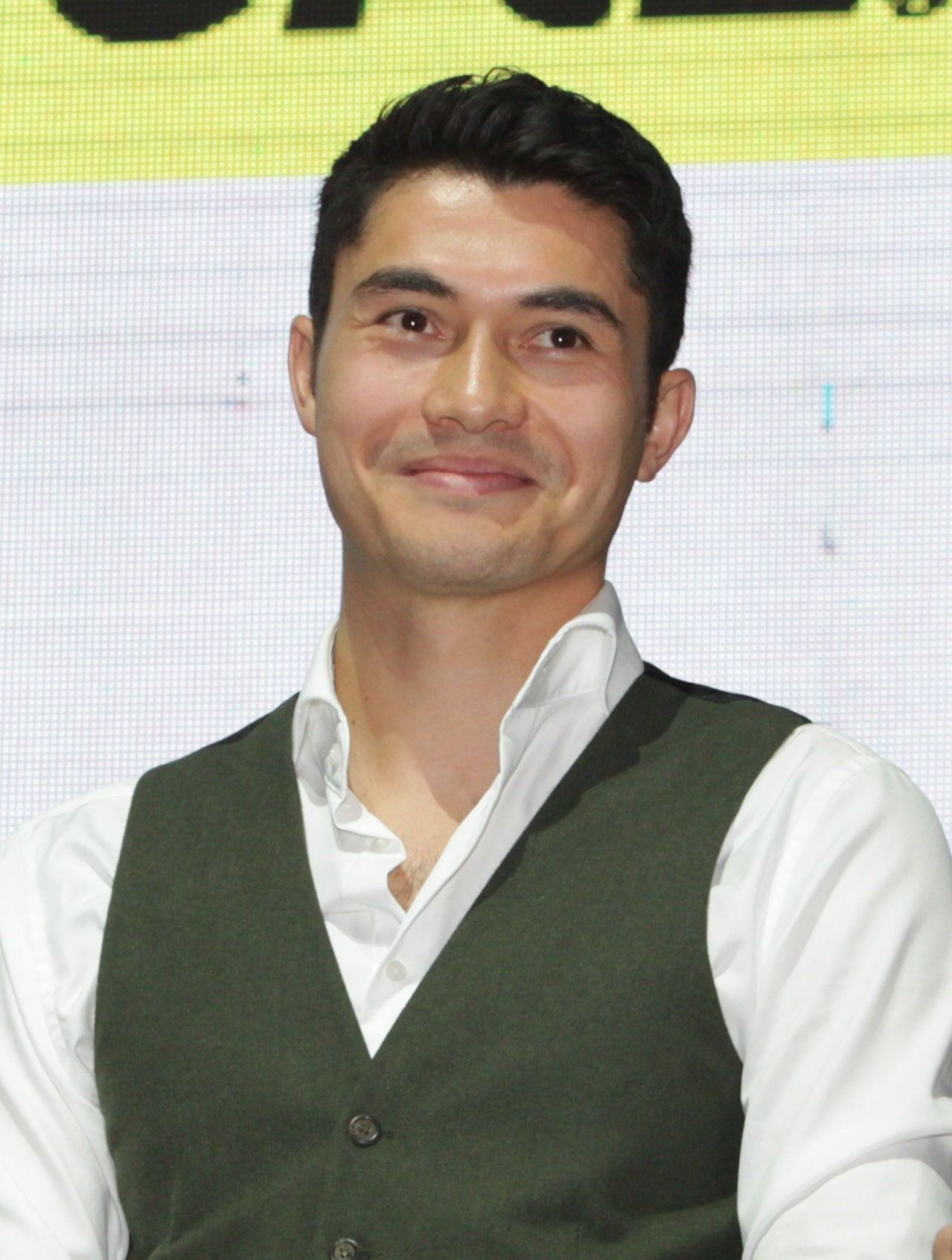
L'acteur britannico-malaisien Henry Golding incarne le personnage principal

### Genèse et développement
En mai 2018, il est annoncé que le prochain film de la franchise G.I. Joe sera une préquelle narrant les origines du personnage Snake Eyes. En décembre 2018, le producteur Lorenzo di Bonaventura révèle que Ray Park, qui incarnait le personnage dans les deux premiers films, ne sera pas de retour. Robert Schwentke est engagé comme réalisateur le même mois.

### Distribution des rôles
En août 2019, Henry Golding est choisi pour tenir le rôle-titre, alors qu'Andrew Koji obtient le rôle de Storm Shadow,.
En septembre 2019, l'actrice espagnole Úrsula Corberó est choisie pour incarner Baroness. L'acteur indonésien Iko Uwais est confirmé en octobre, tout comme Haruka Abe, Samara Weaving et Takehiro Hira,. D'après un post sur le compte Instagram de Henry Golding, il est révélé que Peter Mensah a lui aussi rejoint le film.

### Tournage
Le tournage débute le 15 octobre 2019 à Vancouver . Il a ensuite lieu dans d'autres villes de Colombie-Britannique, notamment les Mammoth Studios de Burnaby .
Le tournage se poursuit au Japon en janvier 2020 ,. 

## Accueil

### Sortie
Le film est initialement prévu aux États-Unis le 26 mars 2020, mais il a été repoussé au 15 octobre 2020, avant d'être repoussé d'une semaine au 22 octobre 2020 pour éviter la concurrence avec le film Micronauts. Au mois de juillet 2020, le film est repoussé d'un an en raison de la pandémie de COVID-19 qui a empêcher la réouverture des salles de cinéma sur certains d'entre les pays. Fin août 2020, le film a été calé au 22 octobre 2021. Au mois de février 2021, à l'occasion de la sortie du nouveau service Paramount+, le film sortira au cinéma et en streaming pendant 45 jours après sa sortie au cinéma.
En avril 2021, le film a été finalement avancé au 23 juillet 2021 pour éviter d'être en concurrence avec Jackass 4.
Le film devait sortir en France le 18 août 2021. Une semaine avant cette date, Paramount France annule la sortie sans plus de précision. Paramount France annonce une sortie directe en streaming le 22 septembre 2021 en France.

## Suite
En mai 2020, il a été rapporté qu'un film de suivi était en développement, avec un scénario co-écrit par Joe Shrapnel et Anna Waterhouse, et Golding reprenant son rôle de Snake Eyes. Lorenzo di Bonaventura reviendra en tant que producteur, tandis que le projet sera une production en joint-venture entre Paramount Pictures, Entertainment One, Columbia Pictures et Di Bonaventura Pictures.